# سلیان براهیم
سلیان براهیم (فرانسوی: Suliane Brahim‎؛ زادهٔ ۱ آوریل ۱۹۷۸) هنرپیشه اهل فرانسه است. او در بورژ بزرگ شده و در مؤسسه ملی زبان‌ها و تمدن‌های شرقی در رشته زبان سواحلی تحصیل کرده است.